# Rick Malambri

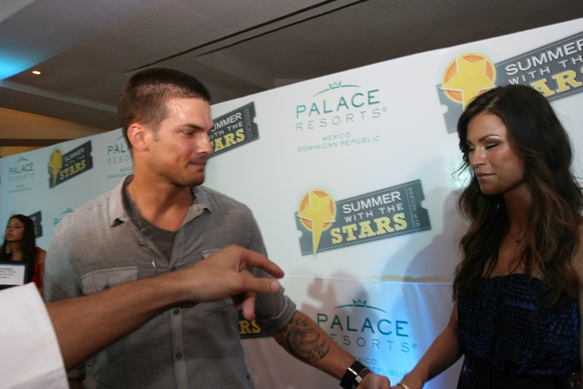
Rick Malambri (2012)

Rick Malambri (* 7. November 1982 in Florida) ist ein US-amerikanischer Schauspieler, Tänzer und Model. Größere Bekanntheit erlangte er durch die Hauptrolle des Luke Katcher im Tanzfilm Step Up 3D.

## Leben
Rick Malambri ist der Sohn von Jeannie Marie Malambri (geb. Egleston) und Timothy Michael Malambri. Rick Malambri begann seine Karriere als Model für Abercrombie & Fitch im Jahr 2004 und schaffte es seitdem auf mehrere Titelseiten bekannter Magazine. Nachdem er nach New York gezogen ist, arbeitete Malambri zusätzlich als Tänzer. Seine Schauspielkarriere begann mit kleinen Rollen in Fernsehserien im Jahr 2007, bis er 2010 auch bei Filmen mitwirkte.
Rick Malambri ist seit 2010 mit seiner Model- und Schauspielkollegin Lisa Mae verheiratet. Das Paar lebt in Los Angeles. Im Dezember 2013 kam ihre Tochter Alyx Brooke auf die Welt.

## Filmografie (Auswahl)
- 2007: How I Met Your Mother (Fernsehserie, Folge 2x16 Nur Theater)
- 2007: Universal Soldiers
- 2009: Party Down (Fernsehserie, Folge 1x10 Stennheiser-Pong Wedding Reception)
- 2009: Criminal Minds (Fernsehserie, Folge 4x20 Alter Ego)
- 2009: Surrogates – Mein zweites Ich (Surrogates)
- 2010: Step Up 3D
- 2010: After The Fall (Fernsehfilm)
- 2011: A Holiday Heist
- 2011: The Lying Game (Fernsehserie, sechs Folgen)
- 2014: The Cookie Mobster (Fernsehfilm)
- 2016: Change of Heart (Fernsehfilm)

## Musikvideos
- „If U Seek Amy“ von Britney Spears
- „I Got My Own Step“ von Roscoe Dash feat. T-Pain
- „If It Isn't With You“ von Eqah